# Universidad Estácio de Sá
La Universidad Estácio de Sá, en portugués Universidade Estácio de Sá es una universidad privada fundada en 1970 en Río de Janeiro, Brasil. 
Su nombre hace honor al caballero y oficial militar portugués Estácio de Sá, fundador de la ciudad de Río de Janeiro. Es la mayor universidad de Brasil con más de 180.000 estudiantes a lo largo de 54 campus en varias localidades, 39 de las cuales se encuentran en la propia ciudad de Río de Janeiro. 
El club de fútbol Universidade Estácio de Sá Futebol Clube pertenece a la universidad.